# Hayden Christensen
Hayden Christensen (Vancouver, Brits-Columbia, 19 april 1981) is een Canadees acteur. Hij werd in 2002 genomineerd voor een Golden Globe voor zijn bijrol in de film Life as a House. Hij speelde de rol van Anakin Skywalker / Darth Vader in de films  Star Wars: Episode II: Attack of the Clones, Star Wars: Episode III: Revenge of the Sith en de televisieseries Obi-Wan Kenobi en Ahsoka. Voor de films werd hij genomineerd voor drie Saturn Awards.

## Biografie

### Vroege jaren
Christensen is een zoon van speechschrijfster Alie en softwareprogrammeur David Christensen. Zijn vader is van Deense afkomst en zijn moeder heeft Italiaanse en Zweedse voorouders. Hij heeft een oudere broer en zus, Tove en Hesja, en een jongere zus, Kaylen. Hij groeide op in Toronto. Op de middelbare school was hij atleet en speelde hij professioneel hockey en tennis.

### Carrière
Christensen had op twaalfjarige leeftijd zijn eerste rol in de televisieserie Family Passions, die in september 1993 voor het eerst op de Canadese televisie te zien was. In het daaropvolgende jaar had hij een kleine rol in In the Mouth of Madness van John Carpenter. Tussen 1995 en 1999 was hij in verschillende films en televisieseries te zien, waaronder Harrison Bergeron, Forever Knight, Goosebumps, The Virgin Suicides en Are You Afraid of the Dark?.
Voor zijn optreden in de film Life as a House (2001) kreeg hij een Golden Globe- en SAG-nominatie, hoewel het publiek hier weinig aandacht aan besteedde en zijn optreden niet grootschalig opviel. Om zijn rol in de film te kunnen spelen, viel hij ruim twaalf kilo af met behulp van een speciaal dieet. Hij kwam deze kilo's weer aan tijdens de opnames voor Star Wars: Episode III: Revenge of the Sith.
Christensen werd na Sebastian Shaw en Jake Lloyd de derde vertolker van Anakin Skywalker, in Star Wars: Episode II: Attack of the Clones uit 2002. Hoewel zijn optreden door recensenten met gemengde kritieken werd ontvangen, was het publiek enthousiaster: hij werd genoemd in People's Magazine's 50 Most Beautiful People ("50 Knapste Personen") en Teen People's 25 Hottest Stars under 25 ("25 Heetste Sterren onder de 25").
Christensen was in 2008 te zien in Virgin Territory, met actrice Mischa Barton. Deze film, die is gebaseerd op de Decamerone, gaat over een groep mensen die probeert te ontsnappen aan de Zwarte Dood en zichzelf opsluit in een Toscaanse villa in Italië. Hij was te zien in Awake met Jessica Alba en in Factory Girl met tegenspelers Sienna Miller en Guy Pearce. Vervolgens had hij de hoofdrol in Jumper, waarin ook Samuel L. Jackson en Jamie Bell te zien zijn. Deze film gaat over een jonge man die ontdekt dat hij zichzelf kan teleporteren.